# 瓦尔特斯多夫
瓦尔特斯多夫（德語：Waltersdorf）是德国图林根州的一个市镇。总面积4.61平方公里，总人口168人，其中男性92人，女性76人（2011年12月31日），人口密度36人/平方公里。